# Angela Carter
Angela Carter (Eastbourne, 7 mei 1940 - Londen, 16 februari 1992) was een Britse schrijfster en journaliste, en is bekend geworden met haar postfeministische magisch-realistische fictie.
In 1940 werd zij als Angela Olive Stalker geboren in het Engelse Eastbourne. Zij begon haar carrière als journaliste bij de Croydon Advertiser. Ze is twee keer getrouwd geweest. Met haar eerste man, Paul Carter, huwde zij in 1960, maar in 1969 vertrok zij naar Japan,  daartoe in staat gesteld door het geld dat ze won met de William Somerset Maugham-Award voor literatuur. Zij woonde twee jaar in Tokio, en trok vervolgens door de Verenigde Staten, Azië en Europa. Na twaalf jaar huwelijk scheidde zij officieel van haar eerste echtgenoot. Het grootste deel van de jaren 1970 en 1980 verdiende zij haar brood als schrijfster verbonden aan universiteiten, waaronder de Universiteit van Sheffield en de Universiteit van East Anglia in het Verenigd Koninkrijk.
Carter schreef ook artikelen voor de Britse kranten The Guardian en The Independent en voor het tijdschrift New Statesman. 
Tot dusver zijn er twee verfilmingen van haar werk verschenen, namelijk The Company of Wolves (1984) en The Magic Toyshop (1987). Voor beide films schreef zij zelf het script. De verzamelbox The Curious Room bevat beide scripts en films. 
In 1992 overleed Carter aan kanker. 

### Romans
- Shadow Dance (1966), ook onder de titel Honeybuzzard
- The Magic Toyshop (1967)
- Several Perceptions (1968)
- Heroes and Villains (1969)
- Love (1971)
- The Infernal Desire Machines of Doctor Hoffman (1972), ook onder de titel The War of Dreams
- The Passion of New Eve (1977)
- Nights at the Circus (1984)
- Wise Children (1991)

### Verhalen
- Fireworks: Nine Profane Pieces (1970)
- The Bloody Chamber and Other Stories (1979)
- Black Venus (1985), ook onder de titel  Saints and Strangers
- American Ghosts and Old World Wonders (1993)
- Burning Your Boats: The Collected Short Stories (1995)

### Drama
- Come Unto These Golden Sands: Four Radio Plays (1985)
- The Curious Room: Plays, Film Scripts and an Opera (1996) (waarin ook opgenomen haar filmscripts voor The Company of Wolves en The Magic Toyshop; alsmede Come Unto These Golden Sands: Four Radio Plays)

### Kinderboeken
- The Donkey Prince (1970)
- Miss Z, the Dark Young Lady (1970)
- Comic and Curious Cats (1979)
- The Music People (1980)
- Moonshadow (1982)
- Sleeping Beauty and Other Favourite Fairy Tales (1982)
- Sea-Cat and Dragon King (2000)

### Non-fictie
- The Sadeian Woman and the Ideology of Pornography (1978)
- Nothing Sacred: Selected Writings (1982)
- Expletives Deleted: Selected Writings (1992)
- Shaking a Leg: Collected Journalism and Writing (1997)